# Alchemilla truncata
Alchemilla truncata é uma espécie de rosácea do gênero Alchemilla, pertencente à família Rosaceae.